# Minho (provincia)

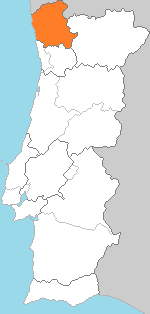
Regione del Minho

Il Minho era un'antica provincia (o regione naturale) del Portogallo, istituita formalmente con una riforma amministrativa del 1936. Le province non avevano alcuna funzione pratica e scomparvero con la Costituzione del 1976. 
Confinava a nord con la Spagna (provincie di Pontevedra e Ourense, in Galizia), a est con il Trás-os-Montes e Alto Douro, a ovest con l'Oceano Atlantico e a sud con il Douro Litorale. 
La regione contava 27 comuni, con gli interi distretti di Braga e Viana do Castelo. Il suo capoluogo era Braga.
- Distretto di Braga: Amares, Barcelos, Braga, Cabeceiras de Basto, Celorico de Basto, Esposende, Fafe, Guimarães, Póvoa de Lanhoso, Terras de Bouro, Vieira do Minho, Vila Nova de Famalicão, Vila Verde

- Distretto di Viana do Castelo: Arcos de Valdevez, Caminha, Melgaço, Monção, Paredes de Coura, Ponte da Barca, Ponte de Lima, Valença, Viana do Castelo, Vila Nova de Cerveira

La provincia, insieme al Douro Litorale, formava una unità geografica maggiore: l'Entre Douro e Minho.